# Hanna Kugler Weiss
Hanna Kugler Weiss (Fiume, 22 marzo 1928) è una scrittrice e superstite dell'Olocausto italiana, autrice di memorie sulla sua esperienza di deportata al campo di concentramento di Auschwitz e direttrice del Museo della Shoà di Nazareth Illit.

## Biografia
Hanna Kugler Weiss nasce a Fiume nel 1928 da Sigismondo Kugler e da Carlotta Kurtz, in una famiglia di ebrei osservanti. Le leggi razziali fasciste del 1938 interrompono la serenità della sua infanzia e la costringono ad abbandonare la scuola pubblica e a frequentare i corsi frettolosamente organizzata dalla comunità ebraica. Il fratello Moshe riesce a emigrare in Palestina, mentre dopo lo scoppio della guerra, il padre viene internato nel sud Italia in qualità di deportato politico. Hanna e le sorelle Gisella (Ghisi) e Maddalena (Magdiza) restano sole con la  madre in città. Dopo l'8 settembre del '43 Fiume viene annessa al Terzo Reich, e la famiglia decide di fuggire, nascondendosi in Romagna. Nel 1944, con un gruppo di altri ebrei, la famiglia tenta di riparare in Svizzera e di valicare le Alpi attraverso un viaggio avventuroso, ma a Cremenaga (Varese) vengono traditi da un delatore e consegnati alla milizia fascista e quindi ai tedeschi.
Hanna con le sorelle, la madre, il nonno materno e la sua seconda moglie (Samuele Kurtz e Bella Galandauer) viene internata a Varese, poi a Como e a Milano. Il 14 maggio comincia il viaggio che dal binario 21 della Stazione di Milano li conduce al campo di Fossoli e quindi lì vengono deportati il 16 maggio 1944, con destinazione Auschwitz, con il trasporto numero 46. Hanna ha 16 anni. La madre, i nonni e la sorella minore Magdiza vengono uccisi all'arrivo del trasporto a Birkenau il 23 maggio. Hanna e la sorella maggiore Ghisi invece sopravviveranno, fino alla Liberazione avvenuta il 27 gennaio 1945, dopo 270 giorni di prigionia.
Hanna torna in Italia dove ritrova il padre, fortunosamente scampato alla deportazione, e consegue il titolo di infermiera a Merano. 
Nel 1949 si trasferisce in Israele, dove viveva il fratello Moshe, e lavora nei servizi sanitari. Si sposa e ha tre figli, ma rimane vedova a soli 40 anni. Nel 1968 racconta per la prima volta in una scuola la sua storia di ragazza nella Shoah. Tra gli studenti c'è anche sua figlia che per la prima volta ascolta il suo racconto.
A partire dal 1990 incomincia a guidare gruppi di giovani israeliani nei viaggi della memoria in Polonia.
Da questa esperienza nasce il libro Racconta! (Giuntina: Firenze, 2006) nel quale l'autrice ripercorre la sua esperienza di vita alla luce delle emozioni e delle memorie suscitate dal ritornare dopo oltre 45 anni nei luoghi della sua prigionia.
Nel 2009 la testimonianza di Hanna Kugler è stata inclusa nel progetto di raccolta dei "racconti di chi è sopravvissuto", una ricerca condotta tra il 1995 e il 2008 da Marcello Pezzetti per conto del Centro di Documentazione Ebraica Contemporanea che ha portato alla raccolta delle testimonianze di quasi tutti i sopravvissuti italiani dai campi di concentramento allora ancora viventi.
Oggi Hanna Kugler dirige il Museo della Shoà di Nazareth Illit, la città in cui vive; tre o quattro volte all'anno continua a tornare ad Auschwitz, con i gruppi di giovani, per testimoniare quello che è stato, e si incontra con gli studenti delle scuole, in Italia e in Israele.
Qualche giorno prima dell'inizio del campionato europeo di calcio 2012 è invitata, insieme con Piero Terracina e Sami Modiano, a guidare la Nazionale italiana di calcio in visita al campo di concentramento-sterminio di Auschwitz.
Nel 2013 visita il nuovo Memoriale della Shoah al binario 21 della Stazione di Milano Centrale assieme all'amica Goti Herskovits Bauer, come lei originaria di Fiume e sopravvissuta alla deportazione nel lager di Auschwitz-Birkenau.